# Sporobolus macrospermus
Sporobolus macrospermus là một loài thực vật có hoa trong họ Hòa thảo. Loài này được Scribn. ex Beal miêu tả khoa học đầu tiên năm 1887.